# Kaukasus I
Kaukasus I is een studioalbum van de gelijknamige muziekgroep. Deze muziek groep bestond ten tijde van het album uit twee Noren en een Zweed. Het is daarbij onduidelijk of de band een permanent karakter zou krijgen, alhoewel de albumtitel daar wel op wees. De muziek bestaat uit enigszins sombere progressieve rock. Het album is opgenomen in Trondheim (geluidsstudio Hestehagen van Einarsen), Oslo (Autumnsongs van Marsh) en Stockholm (Roth Händle V van Olsson).

## Musici
- Ketil Vestrum Einarsen – sopraansaxofoon, altsaxofoon, tenorhoorn, dwarsfluit, hulusi, elektrische piano, saxxy, spektrals en EWI synthesizer
- Rhys Marsh – stem, gitaar, basgitaar, akoestische piano Fender Rhodes, mellotron, drummachine, pedal steel guitar
- Mattias Olsson – slagwerk, percussie, mellotron, orchestron, Moog Taurus, VCS3, mother modular system, baritongitaar, basmarimba

## Muziek
| Nr. | Titel                      | Duur |
| --- | -------------------------- | ---- |
| 1.  | The ending of the open sky | 5:34 |
| 2.  | Lift the memory            | 8:53 |
| 3.  | In the stillness of time   | 5:57 |
| 4.  | Starlit motion             | 5:21 |
| 5.  | Reptilian                  | 9:10 |
| 6.  | The witness                | 4:18 |
| 7.  | The skies give meaning     | 8:06 |